# 視覚方言
視覚方言（しかくほうげん、英語: eye dialect）とは、故意に一般的でない綴りを行うことで、実際の発音がどう行われているかを強調する手段である。
この用語はジョージ・フィリップ・クラップによって命名され、英語における正書法が実際の発音を反映していないことを暗に示す修辞技法（例えば、「女性たち」という言葉を一般的には"women"と書くが、視覚方言に則ればwimminとなる）である。しかしながら、視覚方言は、発話者の話し方が土語（非標準語）、外国語訛りであること、あるいは発話者が教育を受けていないことを示すためにも使われる。視覚方言という非標準的な綴り方は、綴りの違いが単語の発音の違いを示さない点で、他の綴り方と異なっている。すなわち、耳で聞くのではなく、目で見る方言である。

## 用法
視覚方言を用いる作家には、ハリエット・ビーチャー・ストウ、マヤ・アンジェロウ、チャールズ・ディケンズ、ウィリアム・フォークナー、グリーア・ギルマン、アレックス・ヘイリー、ジョーエル・チャンドラー・ハリス、ラッセル・ホーバン、テリー・プラチェット、ジェームズ・ウイットコム・ライリー、J・K・ローリング、ロバート・ルアーク、ジョン・スタインベック、マーク・トウェイン、マクシーン・ベネバ・クラーク、ポール・ハワード、フィンリー・ピーター・ダン、アーヴィン・ウェルシュなどがいる。しかしながら、大多数の作家は視覚言語を正確な音声表現として使うのではなく、登場人物の話し方のすべてを読者に伝える手がかりとして、非標準的なスペルミスをあちこちにちりばめながら抑制的に視覚方言を用いる。
視覚方言はキャラクターの台詞に用いられることが多いものの、手紙や日記など、登場人物によって綴られる文章にも用いられる。後者の場合、視覚方言はその文章の書き手が読み書きに不自由していたり、無学であることを強調するために使われる。

「視覚方言」という用語は、1925年にジョージ・フィリップ・クラップによって生み出された。クラップは、「伝統的な技法を破られたのは目のものだ、耳ではない」と書いている。クラップによれば、視覚方言という綴り方は、発音の違いを示すために使われたのではない。 彼曰く、
[視覚方言という]綴り方は、読者から好意的に注意を促すためであり、方言を話す卑しい人と対比して、作者と読者の間に同調的な優越感を確立するための目配せに過ぎない。—George P. Krapp、 The English language in America (1925)
視覚方言という用語は、発音スペリング（非標準的な発音を示す綴り方）を指すことはほとんどない。たとえば、"that"の非標準的な発音を正確に表現しようとする際、"dat"と記述することはありうる。
社会言語学者のデニス・R・プレストンは、社会言語学者らによる文字起こしなど、非文芸的（あるいは口語的）な文脈におけるこのような綴りは、主に「野暮ったい、無学な、田舎くさい、ギャングっぽいなどと思わせ、発話者を侮辱する」ことに役立つと主張している。
ジェーン・レイモンド・ウォルポールは、話し方のバリエーションを示すには、構文や句読点を変えたり、口語や地方語を使うなど、視覚方言を用いる以外にも選択肢はあると指摘している。ウォルポールはまた、非正書法的な「信号」は、読者に当人の記憶のなかから以前聴いた話し方を思い出させる点で、視覚方言よりも効果的であるとしている。フランク・ヌーソルは、視覚方言について、この綴り方は様々な社会集団のステレオタイプと密接に結びついていて、互いに依存しており、書き手によって効率的に話し方を特徴づけられようとする際に、これらの結びつきがさらに強化されると指摘している。
作家、ジョン・デュフレーヌは、『真実を語る嘘：フィクションの書き方』（原題"The Lie That Tells a Truth: A Guide to Writing Fiction"、未訳）のなかで、"The Columbia Guide to Standard American English"を引用し、作家は視覚方言を避けるように勧めている。デュフレーヌは、ウォルポール同様、文章上で方言は「散文のリズム、構文、語法、イディオム、比喩表現、そしてその土地に固有の語彙」によって表現されるべきだと示唆している。さらに、他の作家も、視覚方言は、特に標準的な表記とそうではない表記の違いを強調することで、特定の民族や地方を揶揄するために使われることがあると指摘している。
終始一貫して視覚方言が使われた場合、読者が登場人物の台詞を理解できなくなるおそれがある。また、非標準的な話し言葉を正確に描写しようとすると、そのアクセントに馴染みのない読者が理解できなくなるおそれがある。

## 英語における使用例

### 散文小説
ヴィクトリア朝イギリスの小説家、チャールズ・ディケンズは物語のなかで、無教養なキャラクターのセリフを発音スペリング（英: pronounciation spelling）と非標準文法（英: nonstandard grammar）を使って書いた。例えば、『荒涼館』に登場する、道路清掃人を生業とする浮浪児、ジョーのセリフは以下のようになっている。
...there wos other genlmen come down Tom-all-Alone's a-prayin, but they all mostly sed as the t'other wuns prayed wrong, and all mostly sounded as to be a-talking to theirselves, or a-passing blame on the t'others, and not a-talkin to us.
ここで、"wos"、"sed"、"wuns"は、標準的な発音を表している。
テリー・プラチェットはファンタジー小説『ディスクワールド』シリーズで、キャラクターを面白おかしく描くために、台詞のフォントを変えるなど、視覚方言を多用した。例えば、登場人物の一人、死神は小文字だけで話し、筆談でしか意思疎通が計れないゴーレムは、元になった伝承にちなんでヘブライ語に似せた文字でやり取りする。また、プラチェットは中世の世界観を表現するために、音韻学に基づいた綴りで、多くのキャラクターのセリフを書いている。
J・K・ローリングは『ハリー・ポッター』シリーズの中で視覚方言を用いている。例として、メインキャラクターの一人、ルビウス・ハグリッドはウェスト・カントリー方言で話すが、ローリングは、彼の話すウェスト・カントリーの訛りをtやd、vの脱落や語の短縮、独特な表記などで強調している。

### 詩
ジョン・ベッチャマンは1937年の詩、『カドガン・ホテルでのオスカー・ワイルドの逮捕』（原題：The Arrest of Oscar Wilde at the Cadogan Hotel"）で、風刺的な効果を狙いとして視覚方言を少しばかり使っている。この詩では、ワイルドの逮捕に赴いた警察たちの愚挙と、彼ら自体を戯画化して見せるために用いている。この詩を標準的な表記に直すと、以下のようになる。なお、オスカー・ワイルドはカドガンホテルに宿泊中に猥褻罪で逮捕されている。

“Mr. Woilde, we ‘ave come for tew take yew
Where felons and criminals dwell:
We must ask yew tew leave with us quoietly
For this is the Cadogan Hotel.”

視覚方言を用いた詩の極端な例として、E・E・カミングスの "YgUDuh "がある。この詩は、（一読してほとんど解読できないレベルの）視覚方言で書かれた詩で、何人かの批評家が指摘するように、朗読して初めて意味を成す。カミングスはこの詩で、第二次世界大戦勃発後の、アメリカ人の日本人に対する態度について描いた。

### 漫画
アメリカのコミックアーティスト、アル・キャップはコミック・ストリップの『リル・アブナー』で、題名を始めとして、lissen, aristocratick, mountin [mountain], correkt, feends, hed, introduckshun, leppard, and perhaps the most common, enuffといった、視覚方言を多用している。アル・キャップは田舎っぽいキャラクターにだけ視覚方言を使わせている。例えば、「過度に洗練されている」キャラクターのBounder J. Roundhellsのセリフではgourmets表記である一方、主人公のリル・アブナーのセリフではgoormays表記となっている。
コミックアーティストのウォルト・ケリーは、彼のコミック・ストリップの代表作、『ポゴ』のなかで視覚方言を多用した。テリー・プラチェットと同様、ケリーは脇役それぞれに個別のフォントを用いた。
コミックアーティストや漫画家の中には、フォントを変えたり、独特のフキダシを使うことで、視覚方言を避けたものもいる。例として、『スワンプシング』は慣例的に、黄色く「外殻のある」ふきだしと省略記号（3点リーダー）を多用したセリフを使うことで、絞り出すようなしゃがれ声を表現した。また、マーベル・コミックのキャラクターであるデッドプールは多重人格であることを示すため、普段の彼は黄色い吹き出しである一方、「もう一人のデッドプール」が出てくる際は白い吹き出しで表現される。
ロボットやコンピューターのキャラクターのセリフは、四角いフキダシとOCR-Aフォントを思わせる角張ったフォントで表現されることで、堅苦しく無感情なしゃべり方を読者に連想させる。

### 他言語の英訳における使用例
英語以外の言語で書かれた文章において、方言などの非標準的な話し方が用いられている場合、英訳する際に視覚方言が用いられるケースがある。
たとえば、中島京子の『小さいおうち』の下記の台詞の対訳は下記の通りとなる。
「東京さ、えっだら、ぐずらもずらでは、んまぐね。ちゃっちゃど、なんでも、わらわら、すんだべ。いづばん、んまぐねのは、えづまでもえずまでも、なまりっこ、とれねごどだばー。いづにいづもはやぐ、東京弁ばおぼえでぇ、なまりっこ、つかわねで、はなせっよーにならねっどー。わがだがー。」
‘Look, in Tokyo,right, youse can’t be at yer leisure. You gotta do everything quick,lickety,split. An’ the first tin youse gotta do is lose that bumpkin way of talkin’. Youse gotta learn to speak Tokyo right off. Gottit?’
 
また、日本語の漫画である『SPY×FAMILY』の英訳版では、主人公のひとりであるアーニャ・フォージャーの話す特徴的なセリフとアーニャの幼児性を表現・強調するために、視覚方言や音声分割が用いられている。

### その他
アメリカの映画監督クエンティン・タランティーノは、自身の作品『イングロリアス・バスターズ』（原題："Inglourious Basterds"、正しい綴りはInglorious Bastards）で視覚方言を用いた。
フォントや表記方法の使い分けによるキャラクターの表現は、漫画だけでなくコンピュータゲームにおいても行われている。
たとえば、コンピュータゲーム『UNDERTALE』において、登場人物の一人であるPapyrusの台詞は、名前の由来となったフォントPapyrusにて記述されている。

## 英語以外における使用例
フランス語の小説、『地下鉄のザジ』は、主人公ザジの主観が小さい子どものものであることから、フランス語の正書法をほぼ無視した書き方になっている（ネオ・フランセ参照）。